# Црква Светог Игњатија у Жудојевићима
Црква Светог Игњатија је храм Српске православне цркве који се налази у Жудојевићима у општини Билећа, Република Српска. Припада Епархији захумско-херцеговачкој. Саграђен је током средњег вијека, а посвећен је Светом Игњатију Богоносцу.

## Прошлост
У селу Жудојевићи на путу Требиње- Билећа, налазе се остаци средњовјековне православне цркве, посвећене Светом Игњатију. Крај цркве се налази средњовјековно гробље. Сматра се да су је подигли преци племена Малешеваца, који су насељавали ово подрује. Према народном предању црква се назива Малешевка и везује се за војводу Малеша. Није утврђено када је тачно црква сазидана, али се зна да је срушена за вријеме османске окупације. Зидови некадашњег храма су прилично очувани, као и часна трпеза на камен ступцу. У сјеверном зиду храму налази се гроб протопопа Обрада Малешевца, са надгробном плочом на којој се налази очуван епитаф.

## Одлике храма
Црква припада једнобродном типу храмова, са правоугаоном основом и полукружном апсидом. Димензија 10х5,5 метара. Зидови су очувани до висине од једног метра. У селу се налази некропла са преко четрдесет стећака, међу којима је и једна крстача украшена мотивима коњаника са копљем. Крстача је датована у 15. вијек, па се на основу ње претпоставља да је и црква из тог времена.